# Abengoa
Abengoa é uma empresa multinacional espanhola de tecnologia, foi fundada pelos engenheiros Javier Benjumea Puigcerver e José Manuel Abaurre Fernández Pasalagua na cidade de Sevilha, em Espanha, em 4 de janeiro de 1941 como Sociedad Abengoa S. L.
A companhia fabrica e presta serviços nas áreas de energia solar e meio ambiente,em 2012 o grupo operava em 26 países e tinha mais de 26.500 empregados.
A Abengoa investe uma parte de seu faturamento em pesquisas de tecnologias sustentáveis e implementa essas tecnologias na Espanha e também globalmente. Essas tecnologias incluem o poder concentrado solar, os biocombustíveis de segunda geração, e dessalinização.
A sede da empresa esta no complexo de Palmas Altas na cidade de Sevilha na Espanha e que foi inaulgurada em setembro de 2009.

## Atuação
A companhia atua principalmente em soluções para energia solar e Meio Ambiente.

### Energia Solar
- Eletricidade Solar: Equipamentos para energias Termosolar e Fotovoltaica.
- Transmissão Elétrica: Produz equipamentos para linhas de transmissão elétrica.
- Biocombustíveis: Produz biocombustíveis e atua em transformar biomassa em combustíveis líquidos.
- Cogeração: Construí plantas de Cogeração para empresas.

### Meio Ambiente
- Água: Fabrica equipamentos para tratamento, distribuição, abastecimento e transporte de água, produz também sistemas de controle de águas para empresas.

### Outras atividades
- Ferrovias: Fabrica e instala Catenárias para linhas de trem.
- Estradas: Fabrica sistemas de controle de tráfego.
- Empresas: Equipamentos de iluminação de empresas.
- Telecomunicações: Antenas de comunicação.
- Construções: Soluções para proteção termica e acústica.